# Louis Charles Tillaye
Pour les articles homonymes, voir Tillaye.
Louis Charles Tillaye, né le 31 mai 1847 à Vimoutiers et mort le 7 mai 1913 à Pau, est un avocat et homme politique français.

## Biographie
Louis Charles Tillaye fait des études de droit à Caen. Il fait la campagne de 1870-1871 comme sergent-major aux mobiles de l'Orne. Il participe aux batailles de la 2e Armée de la Loire. Il revient à Caen en avril 1871.
Il est notamment :
- ministre des Travaux publics  du 28 juin 1898 au 17 septembre 1898 dans le gouvernement Henri Brisson (2) ;
- maire d'Houlgate entre 1911 et 1913 ;
- sénateur du Calvados de 1895 à 1913 ;
- conseiller général du Calvados dans le canton de Dozulé de 1911 à 1913.

Il meurt le 7 mai 1913. Ses obsèques sont célébrées dans l'église Saint-Étienne de Caen suivi de son inhumation au cimetière Saint-Gabriel de Caen.

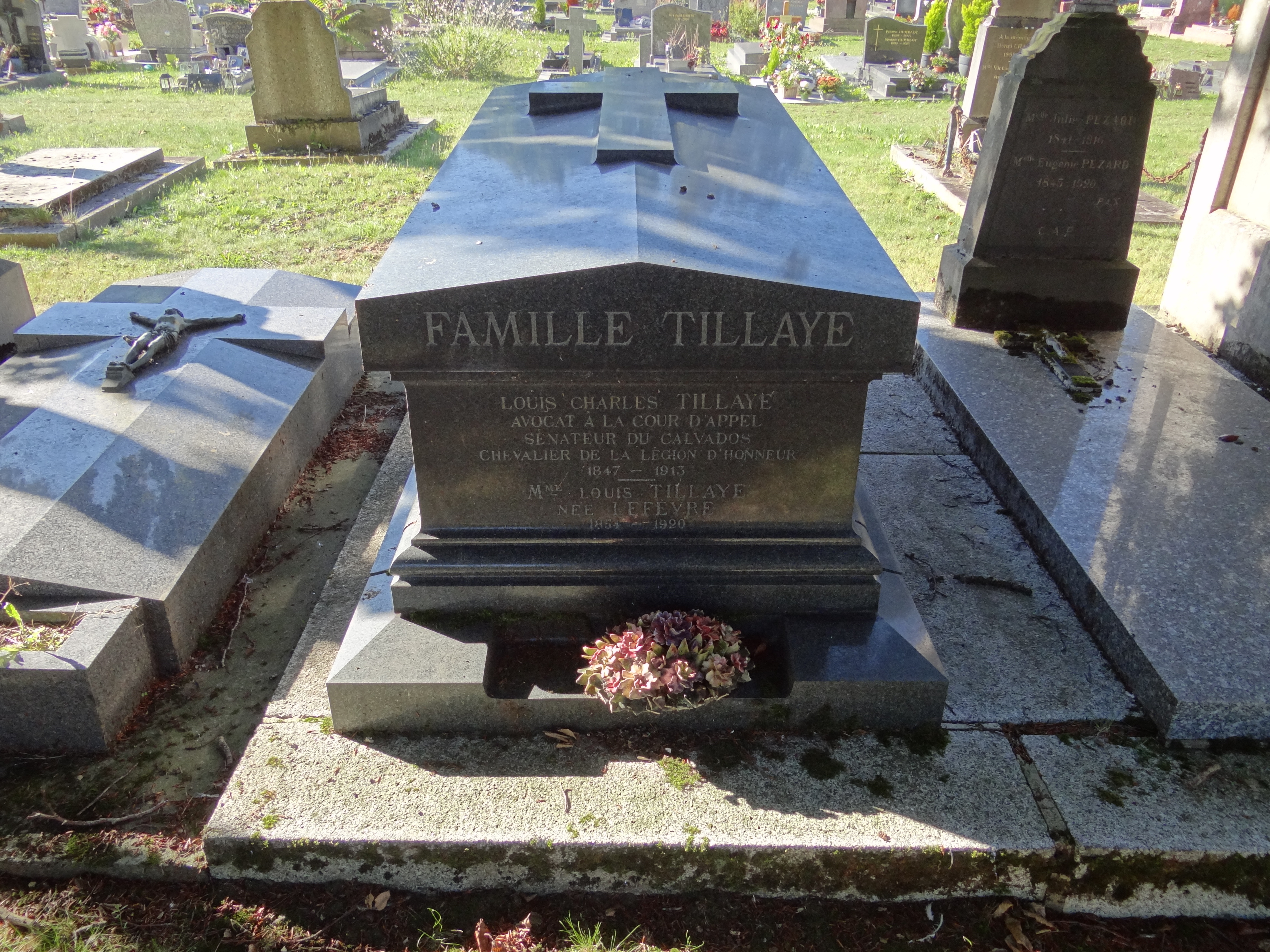
La tombe de Louis Charles Tillaye au cimetière Saint-Gabriel de Caen (Calvados).

## Distinctions
- Chevalier de la Légion d'honneur (décret du 10 janvier 1894). Il est fait chevalier le 4 février 1894 par Charles Houyvet, premier président de la cour d'appel de Caen.